# Podhokhóri
Podhokhóri (Podochori) är en ort i Grekland.   Den ligger i prefekturen Nomós Kaválas och regionen Östra Makedonien och Thrakien, i den nordöstra delen av landet, 300 km norr om huvudstaden Aten. Podhokhóri ligger 222 meter över havet och antalet invånare är 608.
Terrängen runt Podhokhóri är kuperad söderut, men norrut är den bergig. Runt Podhokhóri är det ganska glesbefolkat, med 21 invånare per kvadratkilometer. Närmaste större samhälle är Rodolívos, 10,8 km norr om Podhokhóri. == Kommentarer ==
1. ↑  Framräknat ur variansen i alla höjduppgifter (DEM 3") från Viewfinder Panoramas, inom 10 km radie.[2] Mer om algoritmen finns här: Användare:Lsjbot/Algoritmer.